# Katholisches Schulhaus (Affaltrach)

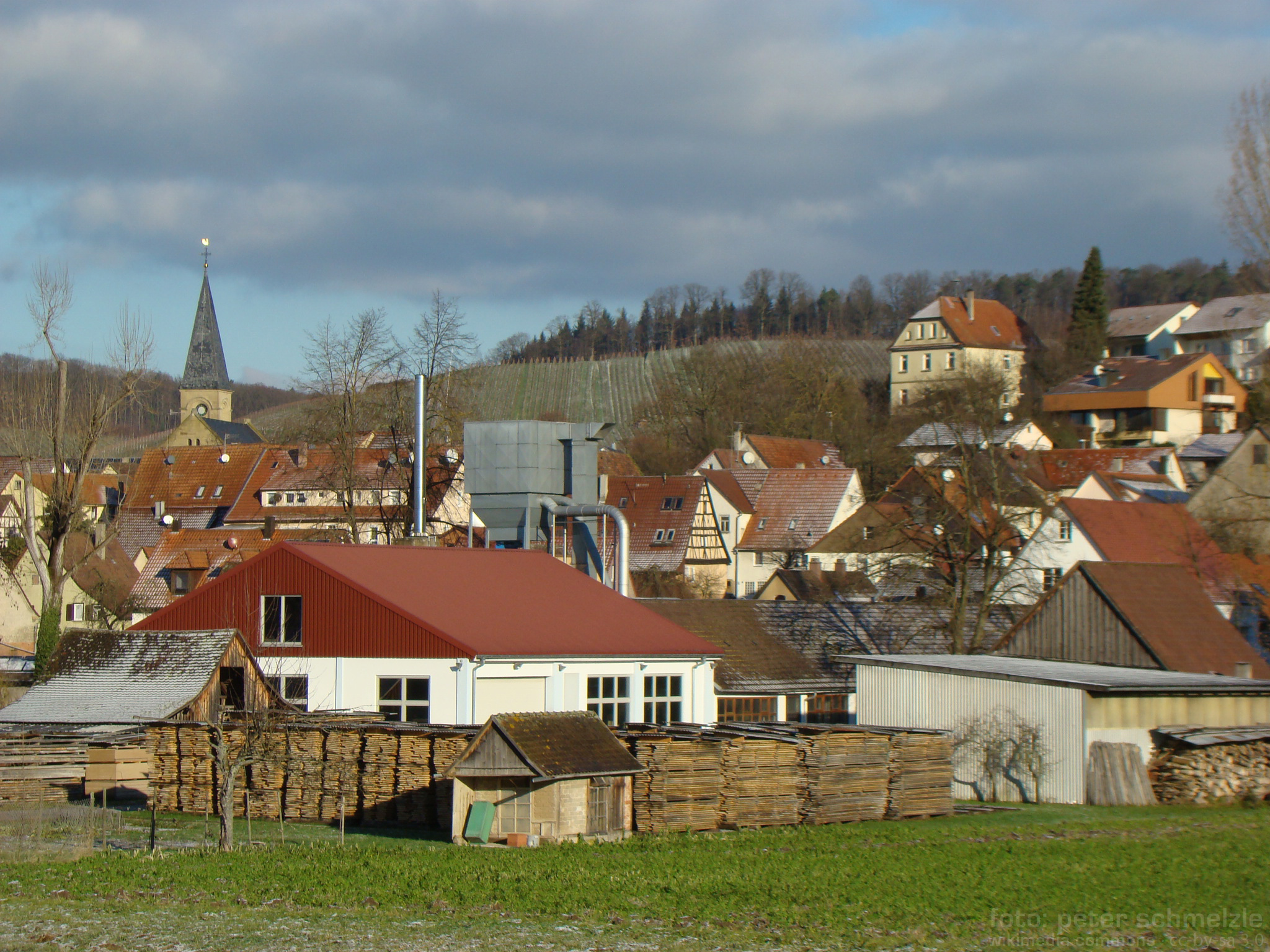
Blick auf Affaltrach mit altem Schulhaus (Altbau rechts oben)

Das katholische Schulhaus in Affaltrach, einem Ortsteil der Gemeinde Obersulm im Landkreis Heilbronn im nördlichen Baden-Württemberg, wurde 1911–1913 erbaut. Das auch Dorfburg genannte Gebäude zählt zu den markanten Bauwerken des Ortes und diente bis unmittelbar nach dem Zweiten Weltkrieg als Konfessionsschule.

## Geschichte

### Anfänge der katholischen Schule in Affaltrach
Die Anfänge der katholischen Schule in Affaltrach reichen bis ins Jahr 1811 zurück, als die katholische Kirchengemeinde plante, im Anbau des ehemaligen Kapuziner-Gästehauses (Vorgängerbau des alten katholischen Pfarrhauses) ein Schullokal einzurichten. Ein bereits am Ort wirkender katholischer Lehrer unterrichtete in seiner Wohnung damals bis zu 50 Kinder. Der Gästehaus-Anbau war letztlich jedoch zu klein, so dass die katholische Gemeinde schließlich ein Wohnhaus in der Ortsmitte anmietete. Als auch die zahlenmäßig größere evangelische Gemeinde des Ortes eine eigene Konfessionsschule eröffnen wollte, bewilligte die württembergische Regierung 1829 Geld für den Bau eines Schulhauses für beide Konfessionen. Anstelle eines Neubaus erwarben die beiden Kirchengemeinden dann jedoch einen Altbau, in dessen Erdgeschoss die katholische Schule und Wohnung des katholischen Lehrers und in dessen Obergeschoss die evangelische Schule samt Lehrerwohnung eingerichtet wurden. 1894 erwarb die katholische Gemeinde das gesamte alte Schulhaus. Im Untergeschoss wurden eine Mietwohnung und die Lehrerwohnung eingerichtet, im Obergeschoss der Schulsaal und eine weitere Mietwohnung. Der bauliche Unterhalt des Gebäudes erwies sich als kostspielig, so dass die katholische Gemeinde im Jahr 1909 eine Baumwiese östlich des Ortes für einen großzügigen Schulhausneubau erwarb.

### Katholisches Schulhaus von 1913
Das neue katholische Schulhaus wurde 1913 eingeweiht, das bisherige Schulhaus wurde 1929 an die Weingärtnergenossenschaft verkauft.
Im Jahr 1936 wurden die württembergischen Konfessionsschulen durch eine nationalsozialistische Schulreform zu Volksschulen umgeformt. Die Affaltracher katholische Volksschule blieb noch einige Zeit als freiwillige Schule bestehen, wurde jedoch im März 1937 dann geschlossen.
Nach dem Zweiten Weltkrieg eröffnete der Pfarrer Adolf Staudacher 1945 in dem Gebäude erneut eine private katholische Konfessionsschule, nachdem die Volksschule durch die Auswirkungen des Krieges vorerst noch geschlossen war. Die Konfessionsschule wurde mit dem Wiederbeginn der Unterrichtstätigkeit an der Volksschule zum zweiten Schulhalbjahr 1945/46 aufgelöst. Die bürgerliche Gemeinde mietete das Anwesen ab 1949 und erwarb es schließlich 1967.
Heute ist in dem Gebäude in der Dorfbergstraße 24 das Büro des Evangelischen Jugendwerks Weinsberg untergebracht.